# Killer Queen
Killer Queen ist ein Lied der britischen Rockband Queen. Das von Freddie Mercury geschriebene Stück erschien am 11. Oktober 1974 als Single und vier Wochen danach auf dem Album Sheer Heart Attack. Der Erfolg der Single (veröffentlicht als Doppel-A-Seite mit Flick of the Wrist) brachte der Gruppe den kommerziellen Durchbruch. In Großbritannien erreichte das Lied Platz zwei der Single-Charts und Silber-Status. Als erste Queen-Single platzierte sich Killer Queen außerhalb Großbritanniens – sowohl in Europa als auch in den USA – in den Charts.
Produziert wurde der drei Minuten lange Titel im Sommer 1974 von Queen und Roy Thomas Baker. Nach eigenen Angaben verfasste Mercury erst den Text, bevor er die Musik schrieb. Wie für Queen-Lieder dieser Zeit üblich, wurden sein Gesangspart sowie die Gitarren-Einlagen Brian Mays mit Overdubs aufgenommen.

## Über das Lied
Über den Inhalt von Killer Queen sagte Freddie Mercury: „Es ist über ein erstklassiges Callgirl. Ich versuche damit auszudrücken, dass auch elegante Menschen Nutten sein können. Darum geht es in diesem Lied, obwohl ich es vorziehe, dass die Leute es auf ihre Weise interpretieren – daraus herauslesen, was sie wollen.“
Brian May äußerte später, dass Killer Queen der Wendepunkt in der Geschichte der Gruppe gewesen sei. „Es war das Lied, das unseren Musikstil am besten zusammenfasste, und ein großer Hit, und wir brauchten es dringend als ein Zeichen des Erfolgs für uns.“

## Besetzung
- Freddie Mercury: Leadgesang, Klavier, Begleitgesang
- Brian May: E-Gitarre (Red Special), Begleitgesang
- John Deacon: E-Bass
- Roger Taylor: Schlagzeug, Begleitgesang

## Live
Von 1974 bis 1978 wurde das Lied bei Konzertauftritten immer fast komplett gespielt. Ab 1979 hat die Band Killer Queen zusammen mit anderen Nummern immer im Medley gespielt, nach dem ersten Gitarren-Solo ging es bisweilen direkt in I’m in Love with My Car aus dem Album A Night at the Opera über. Diese Form hat Queen bis 1981 beibehalten, bevor Killer Queen bei der „Hot Space“-Tour aus dem Programm genommen wurde. 1984 nahm die Gruppe das Lied als Bestandteil eines Medleys wieder in die Setlist auf. Auf der Magic Tour, der letzten Queen-Tournee im Jahr 1986, spielte die Band Killer Queen nicht mehr.
Live-Aufnahmen des Lieds erschienen unter anderem auf den Tonträgern Live Killers (1979) und Queen Rock Montreal (aufgenommen 1981).

## Kommerzieller Erfolg

### Chartplatzierungen
| ChartsChartplatzierungen       | Höchstplatzierung | Wochen/ Monate |
| ------------------------------ | ----------------- | -------------- |
| Deutschland (GfK)              | 12 (15 Wo.)       | 15 Wo.         |
| Österreich (Ö3)                | 10 (4 Mt.)        | 4 Mt.          |
| Vereinigte Staaten (Billboard) | 12 (19 Wo.)       | 19 Wo.         |
| Vereinigtes Königreich (OCC)   | 2 (12 Wo.)        | 12 Wo.         |

| ChartsJahrescharts (1975)      | Platzierung |
| ------------------------------ | ----------- |
| Vereinigte Staaten (Billboard) | 78          |

### Auszeichnungen für Musikverkäufe
| Land/Region                  | Auszeichnungen für Musikverkäufe (Land/Region, Auszeichnung, Verkäufe) | Verkäufe  |
| ---------------------------- | ---------------------------------------------------------------------- | --------- |
| Dänemark (IFPI)              | Platin                                                                 | 90.000    |
| Italien (FIMI)               | Platin                                                                 | 100.000   |
| Neuseeland (RMNZ)            | 2× Platin                                                              | 60.000    |
| Portugal (AFP)               | Gold                                                                   | 5.000     |
| Spanien (Promusicae)         | Platin                                                                 | 60.000    |
| Vereinigte Staaten (RIAA)    | 4× Platin                                                              | 4.000.000 |
| Vereinigtes Königreich (BPI) | Silber (Physisch) · + 2× Platin (Digital)                              | 1.450.000 |
| Insgesamt                    | 1× Silber · 1× Gold · 11× Platin ·                                     | 5.765.000 |

Hauptartikel: Queen (Band)/Auszeichnungen für Musikverkäufe

## Coverversionen (Auswahl)
- 2000: Arid (Compilation-Album Glittering 2000 – Belgian Acts Revisiting Glam Classics)
- 2001: Travis (mit Gastsänger Jason Falkner; Single Sing)
- 2001: Glenn Hughes u. a. (Compilation-Album Stone Cold Queen – A Tribute)
- 2005: Erika Stucky (Album Princess)
- 2005: Sum 41 (Compilation-Album Killer Queen – A Tribute to Queen)
- 2009: Matthew Sweet und Susanna Hoffs (Album Under the Covers – Vol. 2, Bonustrack)
- 2018: 5 Seconds of Summer (am 26.10. bei Streamingdiensten erschienen)